# Vespa (motorkerékpár)
A Vespa (olaszul:  [ˈvɛspa]) olasz robogómárka, amelyet a Piaggio gyárt. A név olaszul darazsat jelent. A Vespa egyetlen robogómodellből fejlődött ki, amelyet 1946-ban gyártott a Piaggio & Co. S.p.A. az olaszországi Pontederában. A márka egyike annak a hét cégnek, amely ma a Piaggio tulajdonában van. 
A Vespa-robogók megalakulásuk óta ismertek festett, préselt acél egyelemű karosszériájukról. Egységes szerkezetben tervezték meg a motor teljes burkolatát (ami elrejti a motort és megvédi a felhasználót a szennyeződésektől). A lábtér lapos padlólemezt kapott (lábvédelem), és egy kiemelkedő elülső burkolat biztosítja a szélvédelmet.

## Története

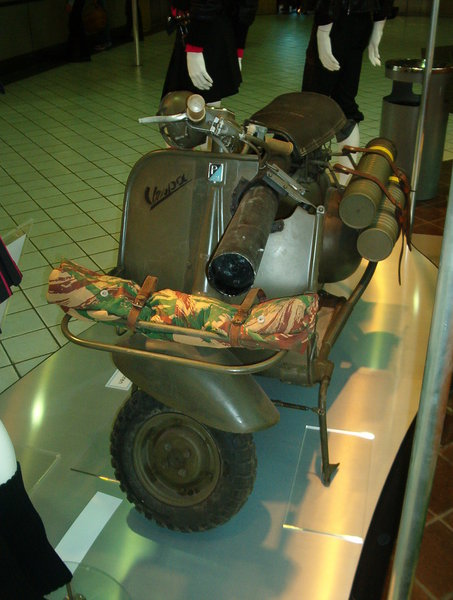
Vespa 150 TAP, a francia ejtőernyősök számára átalakítva, akik páncéltörő fegyvert hordoztak (nem lőttek)

A második világháború után, a szövetségesekkel kötött, a háborús tevékenységek beszüntetéséről szóló megállapodás fényében Olaszország repülőgépipara mind képességeit, mind kapacitását tekintve erősen korlátozott volt.
A Piaggio úgy került ki a konfliktusból, hogy pontederai bombázórepülőgép-gyárát bombatámadással lerombolták. Olaszország megnyomorított gazdasága és az utak katasztrofális állapota nem kedvezett azonnal az autópiac újbóli fejlődésének. Enrico Piaggio, a Piaggio alapítójának, Rinaldo Piaggiónak a fia úgy döntött, hogy felhagy a repülőgépgyártással, hogy megoldja Olaszország sürgető igényét egy modern és megfizethető tömeges közlekedési eszközre.

### Tervezés

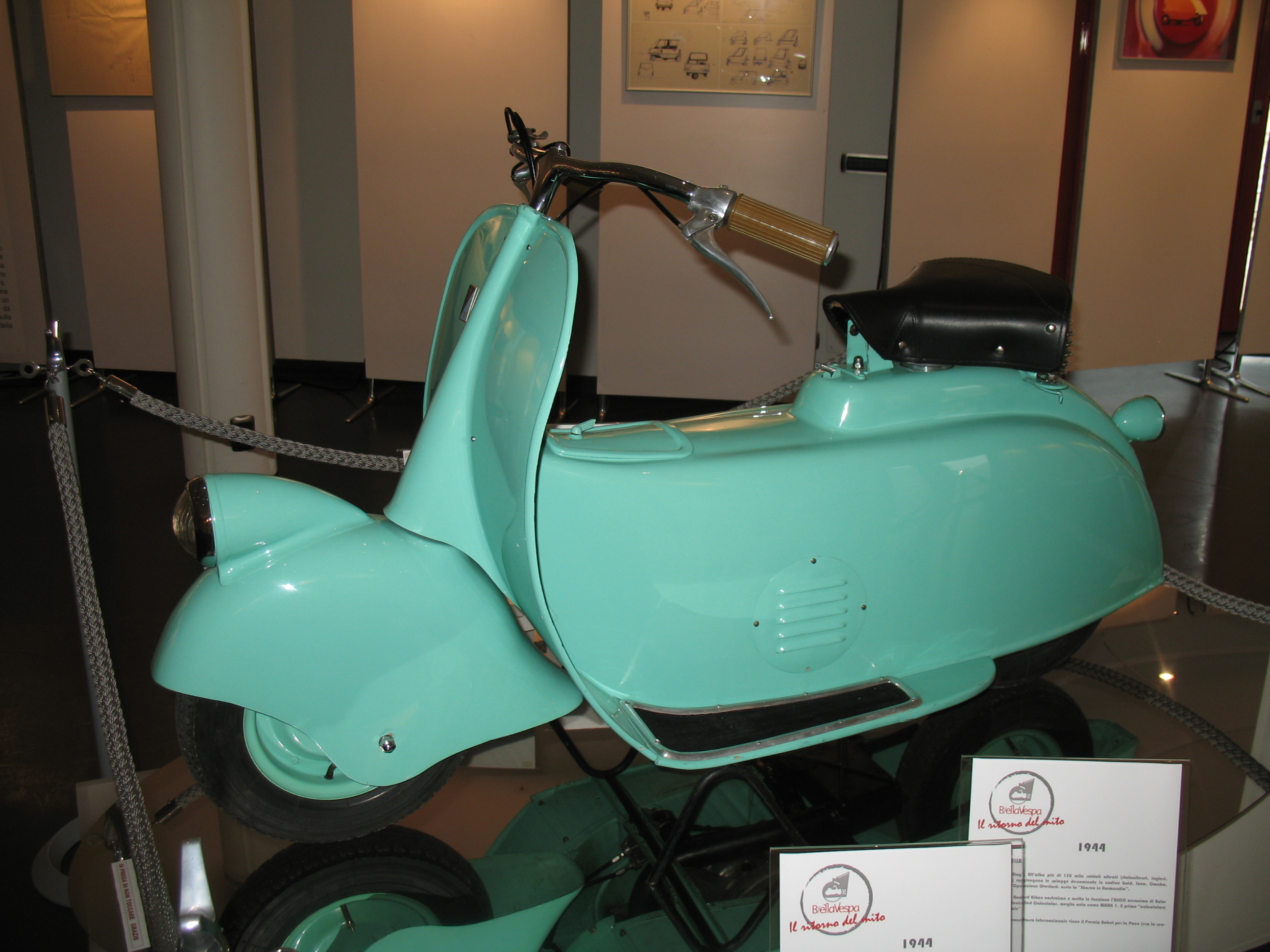
Piaggio MP5 "Paperino", a kezdeti Piaggio prototípus

1944-ben a Piaggio mérnökei, Renzo Spolti és Vittorio Casini olyan motorkerékpárt terveztek, amelynek karosszériája teljesen körülölelte a hajtásláncot, és elöl magas sárvédőt alakított ki. A karosszérián kívül a konstrukció a kormányra szerelt kezelőszerveket, kényszerített léghűtést, kis átmérőjű kerekeket és magas középső részt tartalmazott, amelyen át kellett lépni. A hivatalosan MP5 ("Moto Piaggio no. 5") néven ismert prototípus beceneve „Paperino” (Donald kacsa ottani neve) volt. Piaggio elégedetlen volt az MP5-tel, különösen a magas középső rész miatt. Megbízta Corradino D'Ascanio repülőmérnököt, hogy tervezze újra a robogót. D'Ascanio, akivel korábban Ferdinando Innocenti konzultált a robogók tervezésével és gyártásával kapcsolatban, azonnal közölte, hogy gyűlöli a motorkerékpárokat, mivel úgy vélte, hogy azok terjedelmesek, piszkosak és megbízhatatlanok.
A D'Ascanio MP6-os prototípusának motorja a hátsó kerék mellé volt szerelve. A kereket közvetlenül a sebességváltó hajtotta, így a hajtáslánc, valamint a hozzá kapcsolódó olaj és szennyeződés megszűnt. A prototípus egy egységtartó kerettel rendelkezett, feszültségtartó acél külső panelekkel. Ezek a változtatások lehetővé tették, hogy az MP6 alacsony padlós kialakítású legyen az MP5 Paperinóhoz hasonló magas középső rész helyett. Az MP6 kivitelben egyoldalas első felfüggesztés, tengelycsonkra szerelt cserélhető első és hátsó kerekek, valamint pótkerék is szerepelt. Az MP6 egyéb jellemzői hasonlóak voltak a Paperinóhoz, beleértve a kormányra szerelt kezelőszerveket és a zárt karosszériát a magas első sárvédővel. 
Amikor először meglátta az MP6-ot, Enrico Piaggio felkiáltott: Sembra una vespa! (Úgy néz ki, mint egy darázs!) Piaggio gyakorlatilag a helyszínen elnevezte új robogóját. A vespa latinul és olaszul is darázst jelent – a jármű karosszériájából származik: a vastagabb hátsó rész keskeny derékkal kapcsolódik az elülső részhez, a kormányrúd pedig a csápokhoz hasonlított.

### Termék

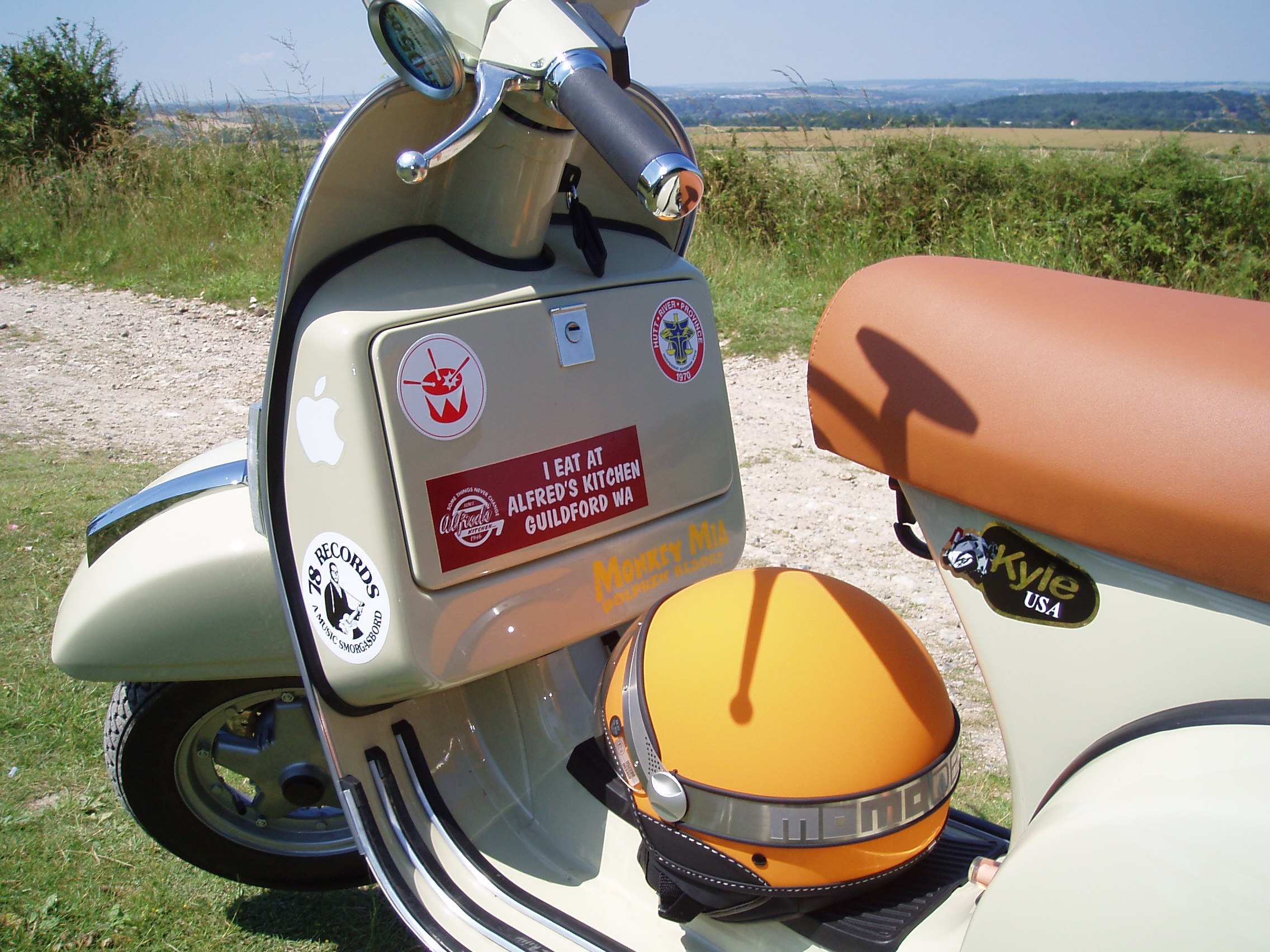
Kesztyűtartó az újabb Vespa PX-en

1946. április 23-án déli 12 órakor a firenzei Ipari és Kereskedelmi Minisztérium találmányok, modellek és gyártmányok központi irodájában, a Piaggio e CSp. A. szabadalmat jegyeztetett be „Motorkerékpár a karosszériaelemek és funkciók észszerű összetettségéből, sárvédőkkel ellátott kerettel és a teljes mechanikus részt fedő burkolattal kombinálva” címmel.
Az alapvető, szabadalmaztatott kialakítás lehetővé tette egy sor olyan funkció bevezetését a vázon, amelyek később lehetővé tették az új modellek gyors fejlesztését. Az eredeti Vespa hátsó plusz ülést tartalmazott az utas számára, vagy opcionálisan tárolórekesszel volt ellátva. Az eredeti első védő „pajzs” egy lapos, áramvonalas fémidom volt; később ez egy kétrétegű héjszerkezetté fejlődött, amely további tárolóhelyet tesz lehetővé az elülső pajzs mögött, hasonlóan az autók kesztyűtartójához. A tanksapkát a (csuklós) ülés alatt helyezték el, ami megtakarította a tanksapka zárhatóságának szükségességét, ezzel is költséget spórolva, illetve a lemezburkolaton sem kellett fémmegmunkálást végezni.
A robogót merev hátsó felfüggesztéssel és kicsi, 8 hüvelyk (200 mm) átmérőjű kerekekkel szerelték, amelyek kompakt kialakítást és bőséges helyet biztosítottak a motoros lábának. A Vespában rejlő, fekvő hengeres, 98 m³-es kétütemű motorja egy háromsebességes sebességváltón keresztül közvetlenül a hátsó keréket hajtotta. A markolatváltó által vezérelt sebességváltó rúdrendszert tartalmazott. A korai motornak nem volt léghűtése, de hamarosan ventilátorlapátokat erősítettek a mágneses lendkerékre, hogy a levegőt a henger hűtőbordáira tolja. A modern Vespa motorok egy részét manapság is így hűtik.
Az MP6 prototípus nagy rácsokkal rendelkezett a motort borító hátsó sárvédő elején és hátulján, hogy levegőt engedjenek be a motor hűtéséhez, mivel a prototípuson nem volt ventilátorhűtés. Az MP5 "Paperino" prototípushoz hasonló hűtőventilátor került a sorozatgyártású Vespa tervezésébe, a rácsokat pedig eltávolították a sárvédőről.

## Elindulás
Piaggio 1946 áprilisában szabadalmat nyújtott be a Vespa robogóra. A pályázati dokumentumok egy „praktikus jellegű modellre” hivatkoztak „a motorkerékpár racionálisan elhelyezett részekkel és elemekkel, vázzal kombinálva sárvédőkkel és minden működő alkatrészt lefedő motorburkolattal”, amelyből „az egész egy racionális, kényelmes motorkerékpárt alkot”… „védelmet nyújt a sár és a por ellen anélkül, hogy veszélyeztetné a megjelenés és az elegancia követelményeit.” A szabadalmat a év decemberében hagyták jóvá.
Az első 13 példány 1946 tavaszán jelent meg, és felfedte repüléstechnikai hátterét. Az első példányokban a tipikus repülőgép-technológiát ismerhetjük fel. Az aerodinamikára való figyelem az összes kialakításban nyilvánvaló, különösen a faron. Ez volt az egyik első olyan jármű, ahol monocoque konstrukciót alkalmaztak (ún. önhordó karosszéria, ahol a karosszéria az alváz szerves részét képezi).
A vállalat célja az volt, hogy az új Vespát nagy mennyiségben gyártsák le, és hosszú távú ipari tapasztalataik eredményeként egy hatékony Ford-stílusú, tömeggyártó soron készitsék. A robogót a római golfklubban mutatták be a sajtónak, ahol az újságírók láthatóan idegenkedtek a kiállított furcsa, pasztell színű, játékszerű tárgytól. A közúti tesztek azonban biztatóak voltak, és a motor még hátsó felfüggesztés nélkül is fordulékonyabbnak és kényelmesebbnek bizonyult, mint egy hagyományos motorkerékpár.
Az 1946-os milánói vásáron való nyilvános bemutatkozást követően az első ötven lassan elkelt. A részletfizetés bevezetésével megindult az értékesítés.

## Értékesítés és fejlesztés

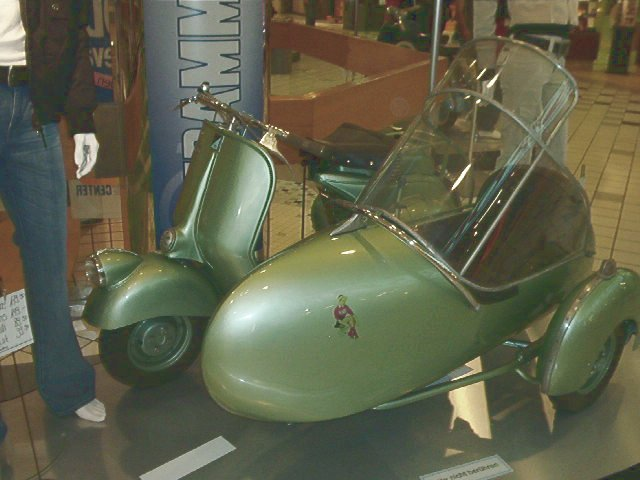
Eredeti Vespa oldalkocsival

A Piaggio 1947-ben mintegy 2500 Vespát, 1948-ban több mint 10 000-et, 1949-ben 20 000-et, 1950-ben pedig több mint 60 000-et adott el. 
A valaha volt legnagyobb eladási akcióban Hollywood jatszotta a főszerepet. 1952-ben Audrey Hepburn a Római vakáció című játékfilmben szereplő Gregory Peck Vespáján hátra ülve egy körútra megy Róma városán keresztül, ami több mint 100 000 eladást eredményezett. 1956-ban John Wayne lováról leszállva a kétkerekű robogójára ült át a forgatások között. Mellette Marlon Brando, Dean Martin és a szórakoztató Abbe Lane is Vespa-tulajdonosok lettek. William Wyler 1959-ben Rómában forgatta a Ben Hur című filmet, lehetővé téve Charlton Hestonnak, hogy otthagyja a lovat és a szekeret, hogy guruljon egyet a Vespán.
A Vespa-klubok Európa-szerte felbukkantak, és 1952-re a Vespa Club taglétszáma világszerte meghaladta az 50 000-et. Az 1950-es évek közepére a Vespákat licenc alapján gyártották Németországban, az Egyesült Királyságban, Franciaországban, Belgiumban és Spanyolországban; az 1960-as években Indiában, Brazíliában és Indonéziában is megindult a gyártás. 1956-ra egymilliót, majd 1960-ra kétmilliót adtak el. Az 1960-as évekre az eredetileg haszonjárműnek tervezett Vespa a szabadságot, a képzelőerőt szimbolizálja, és további eladásokat eredményezett: 1970-re négymilliót, az 1980-as évek végére pedig tízmilliót.

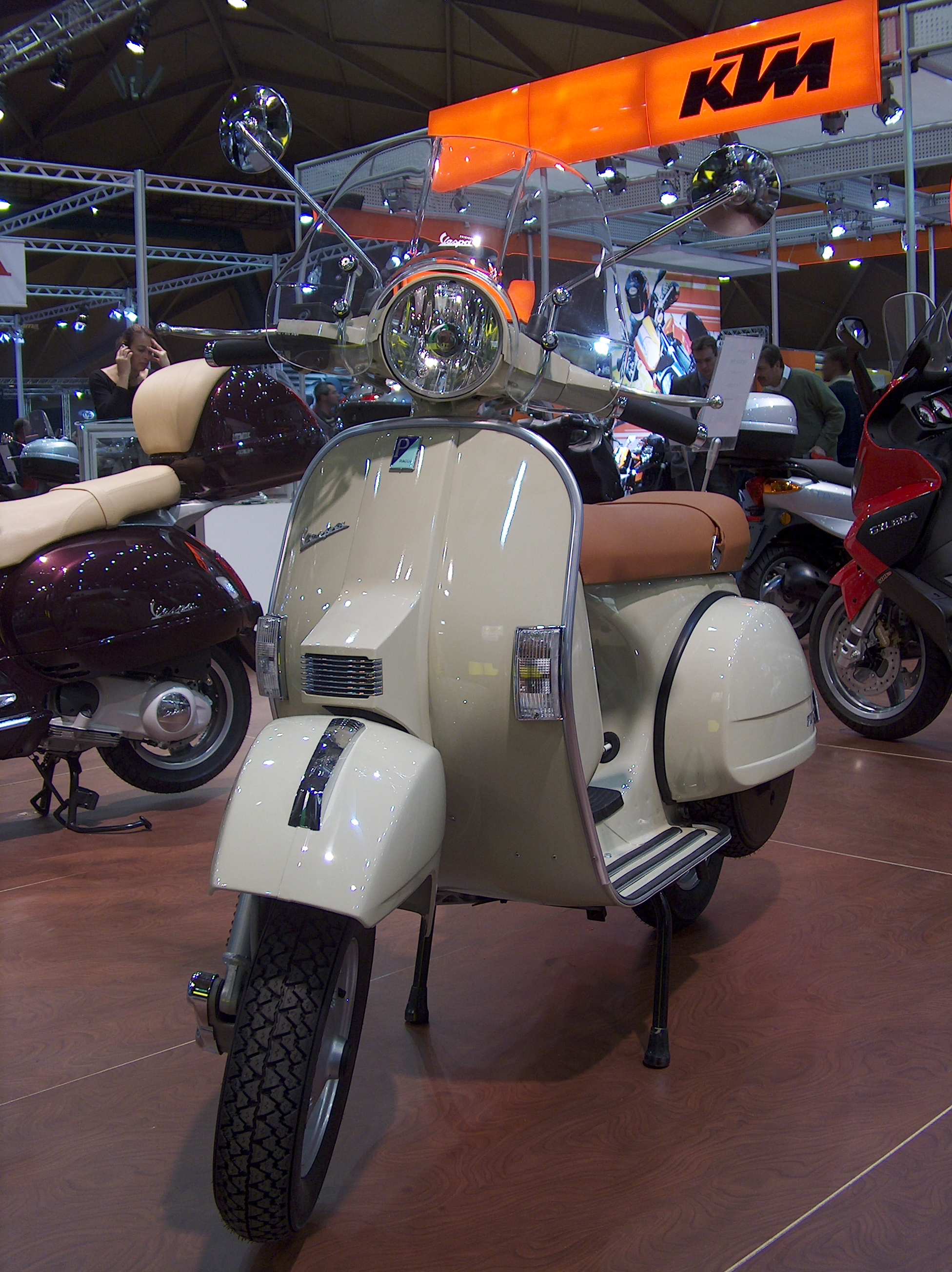
T5 Millenium a PX sorozatból

Az eredeti kialakítást továbbfejlesztették, és új modelleket vezettek be. Az 1948-as Vespa 125 hátsó felfüggesztéssel és nagyobb motorral rendelkezett. A fényszórót 1953-ban a kormányra helyezték, nagyobb motorteljesítményt kapott, és átalakították a hátsó burkolatot. Volt egy olcsóbb „spártai” változat is. Az egyik legkedveltebb modell az 1955-ben bemutatott Vespa 150 GS volt 150-es motorral, hosszú nyereggel és a világos kormány-fényszóró egységgel. Aztán jött az 50 cm³-es 1963-ban, 1968-ban pedig a Vespa 125 Primavera lett az egyik legkelendőbb.
A Vespa két méretben lett kapható, ezeket „nagyvázas” és „kisvázas”-ként említik. A kisvázas robogók 50, 90, 100 és 125 köbcentis változatok voltak, mindegyik az 1963-as modell 50-es motorjából nőtte ki magát. A nagyvázas robogók pedig 125, 150, 160, 180 és 200 köbcentiméter lökettérfogattal rendelkeztek az 1957-ben bemutatott 125-ös motor továbbfejlesztésével.
A nagyvázas Vespa az 1970-es évek végén fejlődött a PX sorozattá. 125, 150 és 200 köbcentiméteres változatokban gyártották 2007 júliusáig. 1981-től elérhető volt a 80 köbcentis változat is. A Piaggio 2011-ben újból bemutatta a PX 125 és 150 modelleket, amelyek egy átdolgozott EURO3-kompatibilis motort tartalmaznak.
A kis váz az 1980-as évek elején fejlődött ki a PK sorozattá, bár néhány vintage stílusú kis vázat még az 1990-es évek közepén gyártottak a japán piac számára.

## 1950-es évek és utána
Az ET-modellcsalád hűen ragaszkodott a darázs/aero tervezési elvekhez. Könnyű volt, aerodinamikusabb, automata sebességváltója volt, és számos kétütemű és négyütemű motorral szerelték 50-től 150 köbcentiméterig.

### Új tulajdonos alatt
1959-ben a Piaggio az Agnelli család, a Fiat S.p.A. autógyár tulajdonosainak irányítása alá került. A. Vespa egészen 1992-ig virágzott, amikor Giovanni Alberto Agnelli lett a vezérigazgató, de Agnelli már rákban szenvedett, és 1997-ben meghalt. 1999-ben a Morgan Grenfell Private Equity felvásárolta a Piaggiót, de a gyorsan remélt eladást meghiúsította egy kudarcos kínai vegyesvállalat.
2003-ra a cég a csőd közelébe került. A folyamatos vezetőváltások és a sok különböző tervre és termékre költött hatalmas összegek adósságba sodorták a Piaggiót, és kiszolgáltatottá tették az olcsóbb ázsiai riválisok versenyével szemben. Ennek ellenére a márka továbbra is jól ismert volt, és az olyan termékek, mint a Vespa ET4, pozitív nyilvánosságot kaptak. 2003 októberében Roberto Colaninno 100 millió eurós kezdeti befektetést hajtott végre holdingcégén, az Immsi S.p.A.-n cserébe a Piaggio alig egyharmadáért és az irányítására vonatkozó megbízásért. Rocco Sabelli vezérigazgató áttervezte a gyárat a japán elvek szerint, hogy minden Piaggio robogót bármelyik futószalagon lehessen gyártani.
2004-ben a cég bemutatott egy gáz-elektromos hibrid robogót és egy robogót két első és egy hátsó kerékkel.
A Piaggio 2006-ban felvásárolta az Aprilia robogó- és motorkerékpár-gyártó céget, és ugyanebben az évben a Piaggio részvényeit a PIAGF tőzsdei szimbólummal a Borsa Italianára bocsátották.

## Ikon

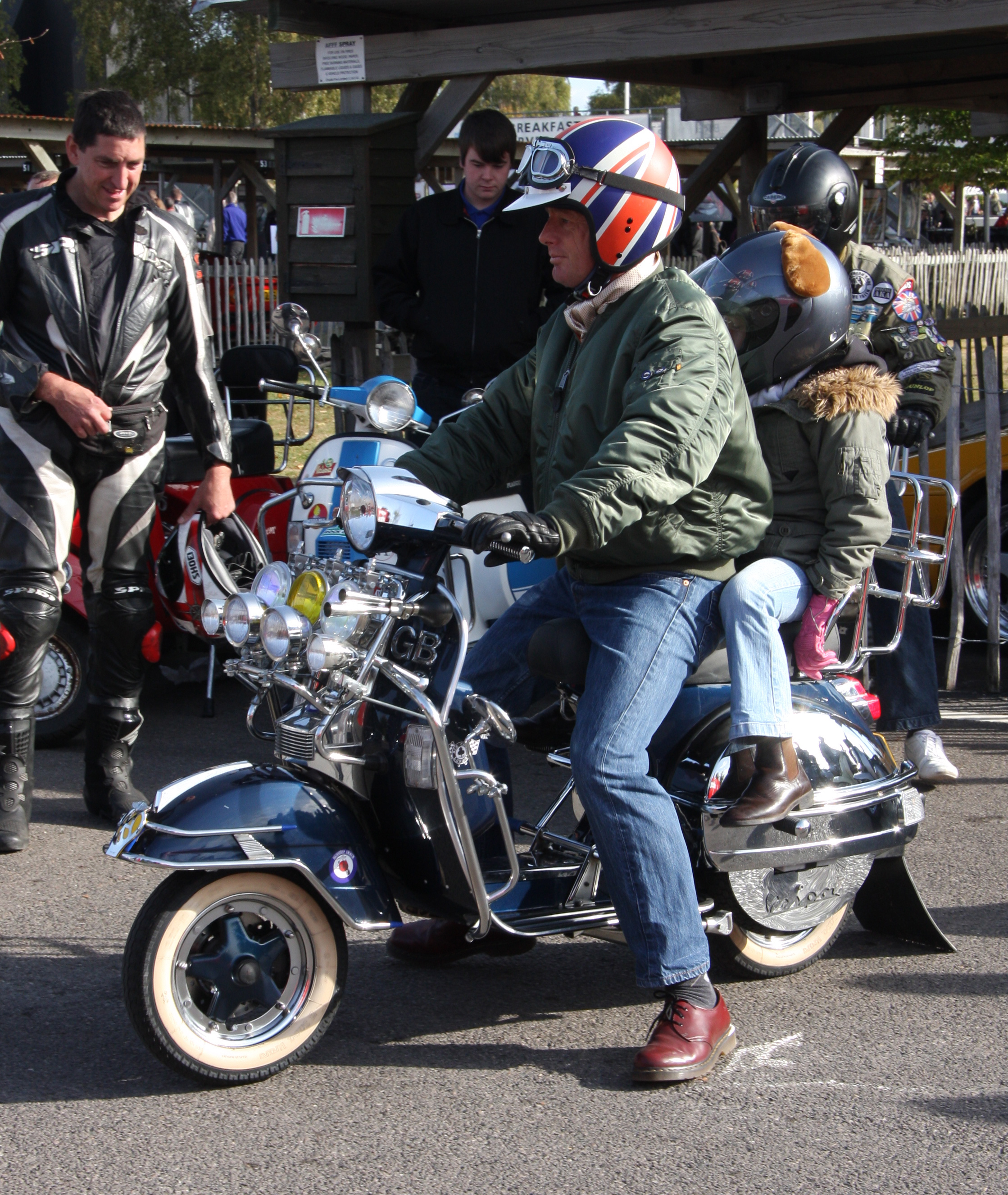
Módosított Vespa népszerű a mods / skinhead kultúrában

Az elmúlt években sokan vásároltak új vagy felújított Vespát. A Vespa (és más robogók) népszerűségének növekedésének két oka az autók számára rendelkezésre álló parkolóhelyek hiánya a nagyvárosi területeken és a Vespa alacsony üzemeltetési költségei. A robogó kulturális felhasználása szabadidős járműként szubkulturális követőkkel az Egyesült Államokban/Kanadában, valamint Európa és Japán egyes részein szintén hozzájárult a Vespa-tulajdonosok számának növekedéséhez. 
A veterán robogók iránti érdeklődés újjáéledése egyben a robogók restaurálási iparágát is elindította, és számos felújított Vespát exportáltak Thaiföldről, Vietnamból és Indonéziából a világ többi részébe.
A Piaggio Múzeum és Ajándékbolt az üzem mellett található Pontedera központjában, Pisa közelében, Toszkánában. Az állandó kiállítás olyan tárgyakat tartalmaz, amelyek olyan helyszíneken jártak, mint a New York-i Guggenheim és a párizsi Pompidou Központ. A kiállításon látható egy Salvador Dalí által 1962-ben személyre szabott modell is.
A floridai North Miamiban található Miami Autómúzeum azt állítja, hogy a Vespa-robogók legnagyobb gyűjteményével rendelkezik, több mint 400 tétellel.

## Globális piacok

### Európa
A Vespa legnagyobb piaca globális szinten továbbra is Olaszország, de az 1960-as években kialakult mod szubkultúra eredményeként az Egyesült Királyság még mindig a Vespa második legnagyobb globális piaca – az 1960-as években pedig egy időben a legnagyobb piaca. A Vespa vonzereje a stílustudatos modok számára az időjárás elleni védelem volt. Társaik, a rockerek klasszikus brit motorkerékpárokon ültek, mint például a Triumph Bonneville és a BSA, és bőrruhát kellett viselniük az időjárás viszontagságai ellen. A modok módosítanák a Vespákat, lámpákat, kabalákat, kiegészítőket, különféle állványokat és ütközőrudakat adva hozzá. Új életstílus alakult ki az Egyesült Királyságban, több ezren vettek részt robogógyűléseken.
A Piaggio az 1960-as években először engedélyezte a Vespa-robogók gyártását Indiában, a Bajaj Autónak. 1971-ben Piaggio engedélyét Indira Gandhi akkori miniszterelnök privatizációs programjainak részeként nem újították meg. Az együttműködés befejezése után a Bajaj tovább gyártott robogókat a Vespa-dizájn alapján, nevezetesen a Chetakot.

## Versenyzés
Az 1950-es években és az 1960-as évek elején a Vespa és a Lambretta-robogók versenyszerűen mérkőztek meg motorokkal, gyakran megnyerve a versenyeket. Az 1960-as évek közepén a motorkerékpárok motorjai nagyobbak és gyorsabbak lettek, és űr keletkezett – a változó köbcentiméter besorolásokkal együtt. Az 1980-as évek óta a Vespa és a Lambretta versenyzés komoly sportággá nőtte ki magát az Egyesült Államokban, különböző osztályok léteznek, versenyszövetségtől függően. Általában ezek:
- Kiskeretes osztály: Nyílt osztály 152 cm³-ig
- Automata osztály
- Különleges osztály

## Modellek
A Vespának 34 különböző változata készült. Ma öt modell kapható Magyarországon, a Primavera, Sprint, Sei Giorni, GTS, GTS Super, Elettrica.

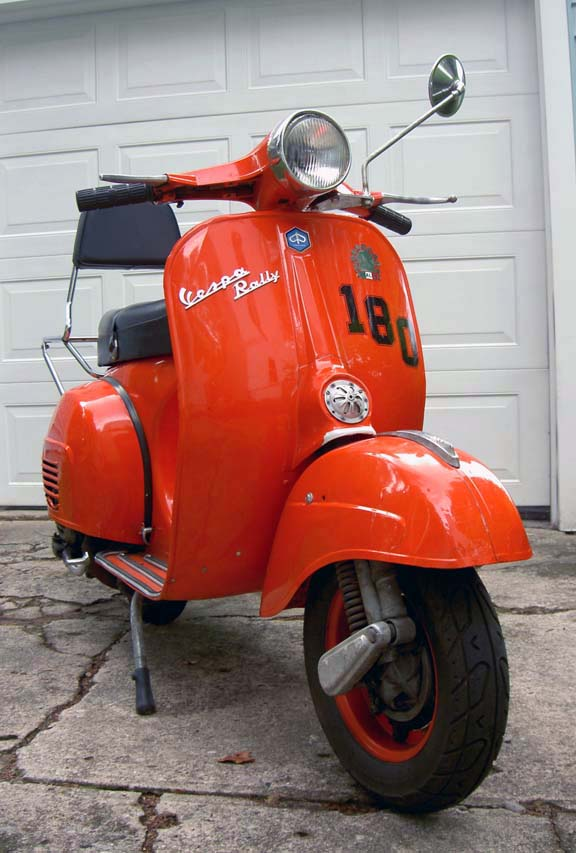
1969 Vespa Rally 180

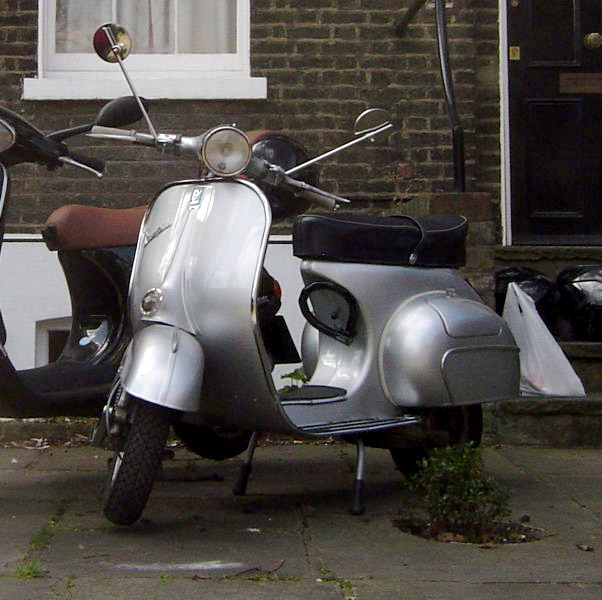
1963 VBB Standard 150

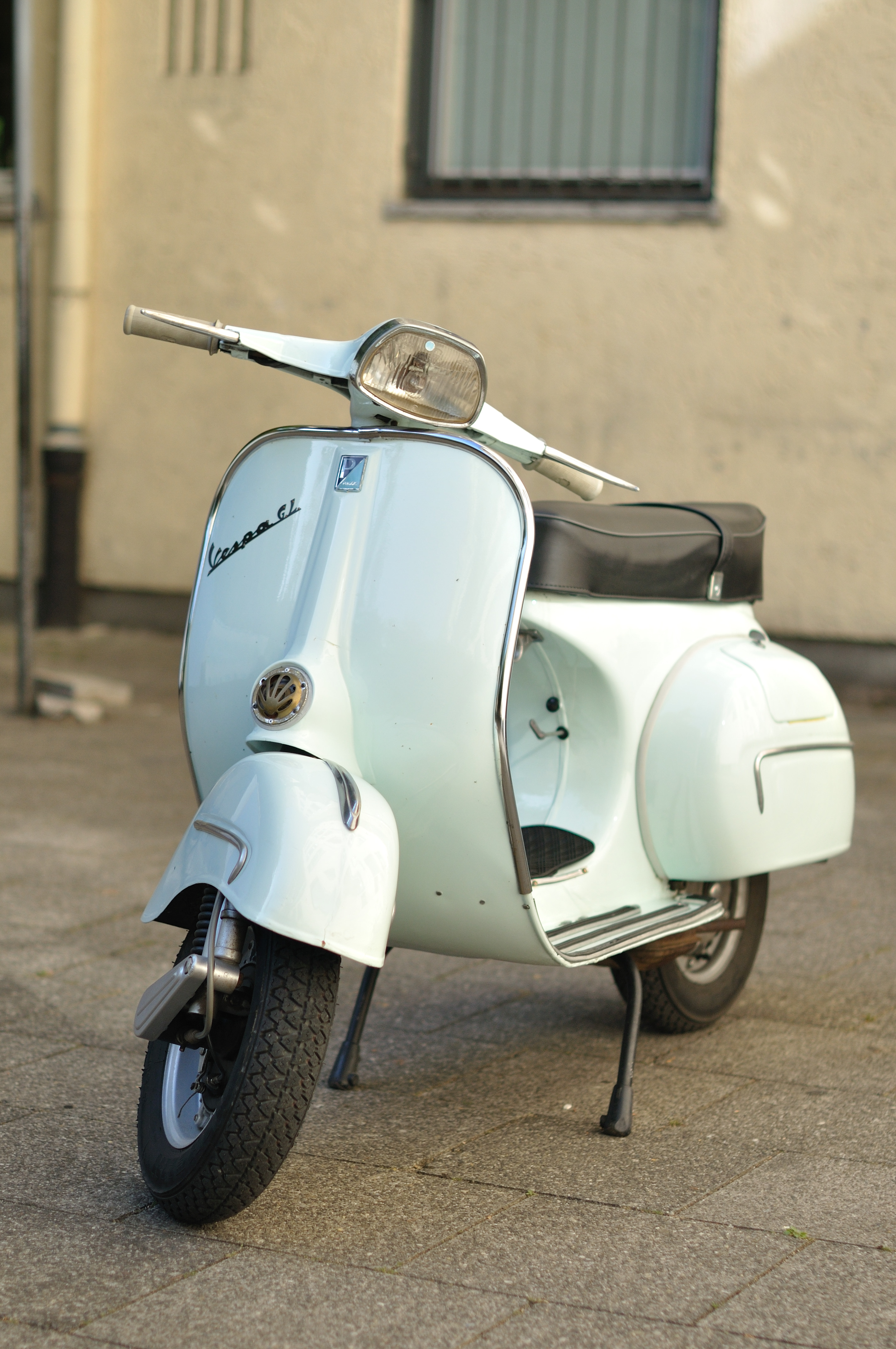
1963 Vespa 150 GL

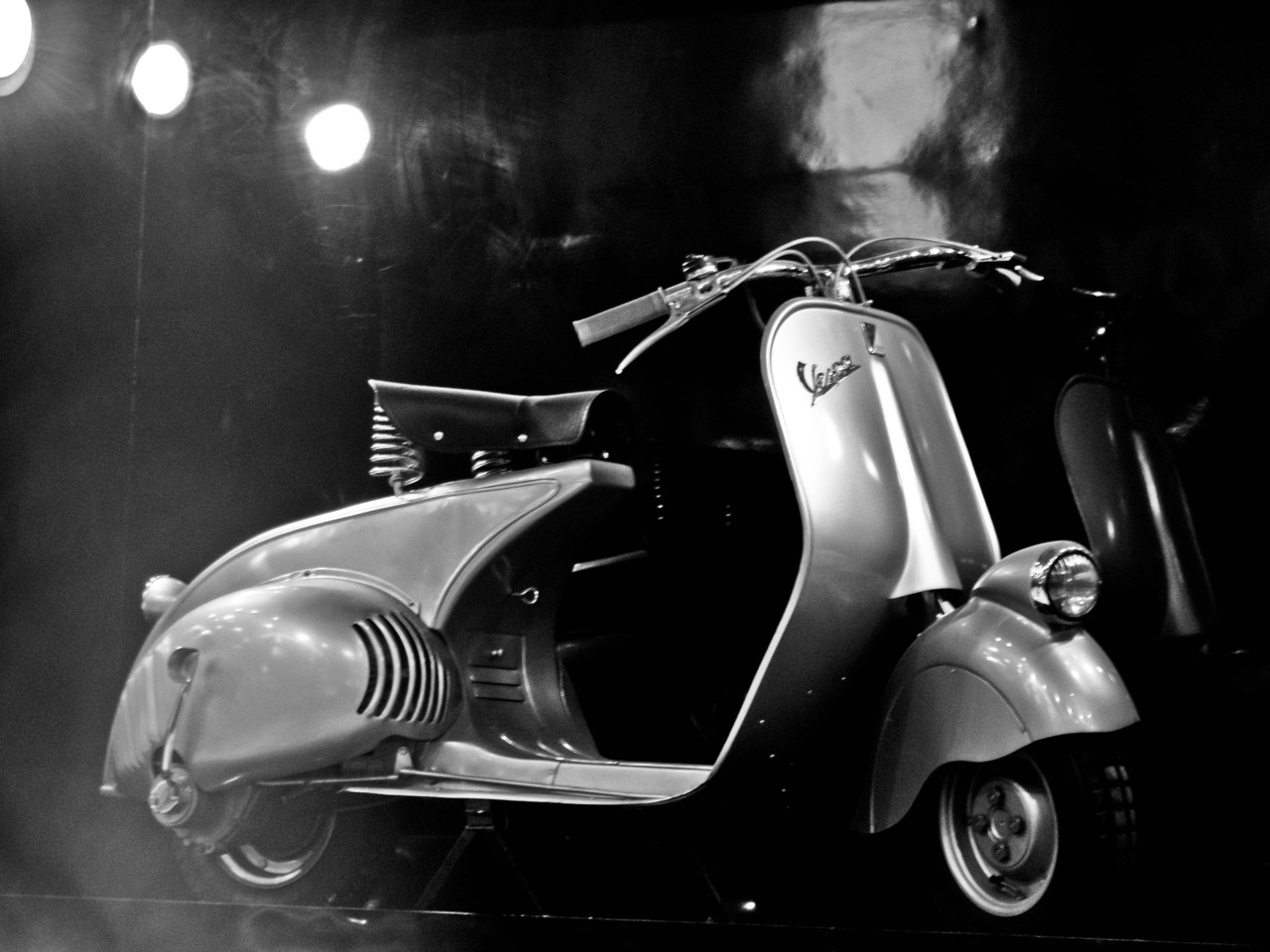
Vintage Vespa AutoExpo, Delhi, India

### Történelmi modellek
- Paperino – az eredeti prototípus, amely 1945-ben készült Biellában
- Vespa 150 TAP – A francia ejtőernyősök számára átalakított Vespa, amely páncéltörő fegyvert hordozott (nem lőtt)
- VNC Super 125
- VBC Super 150
- VBA 150
- VB1 150
- VBB 150
- 125 GT
- V9A
- VNA
- VNB 125
- A Vespa U - U az utilitaria (angol - gazdasági) kifejezést jelenti. 1953-as modell 110 000 olasz líra (kb. 175 USD) árral, 7000 darabot gyártottak
- GS 150
- GS 160
- SS 180
- Vespa 90 (3 spd)
- Vespa 50 (3 spd)
- SS50 (4 spd)
- SS90 (4 spd) - 90 SS Super Sprint
- 150 GL
- 90 Versenyző
- 125 TS
- 100 Sport
- 125 GTR
- VLB 150 Sprint
- VLB 150 Sprint Veloce ( Vespa Sprint )
- 180 Super Sport
- Rally 180
- Rally 200
- 125 Nuova (VMA-1T) - Prelude to Primavera
- Primavera 125 ET3 is (3 portos változat)
- PK 50
- PK 50 XL
- PK 50 Roma (automatikus)
- 50 S
- 50 Különleges
- 50 Különleges Elestart
- 50 Sprinter / 50 SR (D)
- 50 Special Revival (3000, csak Olaszországban számozott egységre korlátozva, 1991-ben jelent meg)
- COSA 1-125cc, 150cc, 200cc
- COSA 2 – 125cc, 150cc, 200cc
- P 80 / P 80 E (Franciaország)
- P 80 X / PX 80 E (Franciaország)
- PK 80 S / Elestart
- PK 80 S Automatica / Elestart
- PK 100 S / Elestart
- PK 100 S automata
- VNA 1961 vespa modell műhelyben PK 100 XL
- P125ETS
- PK 125 XL / Elestart
- PK 125 S
- PK 125 E

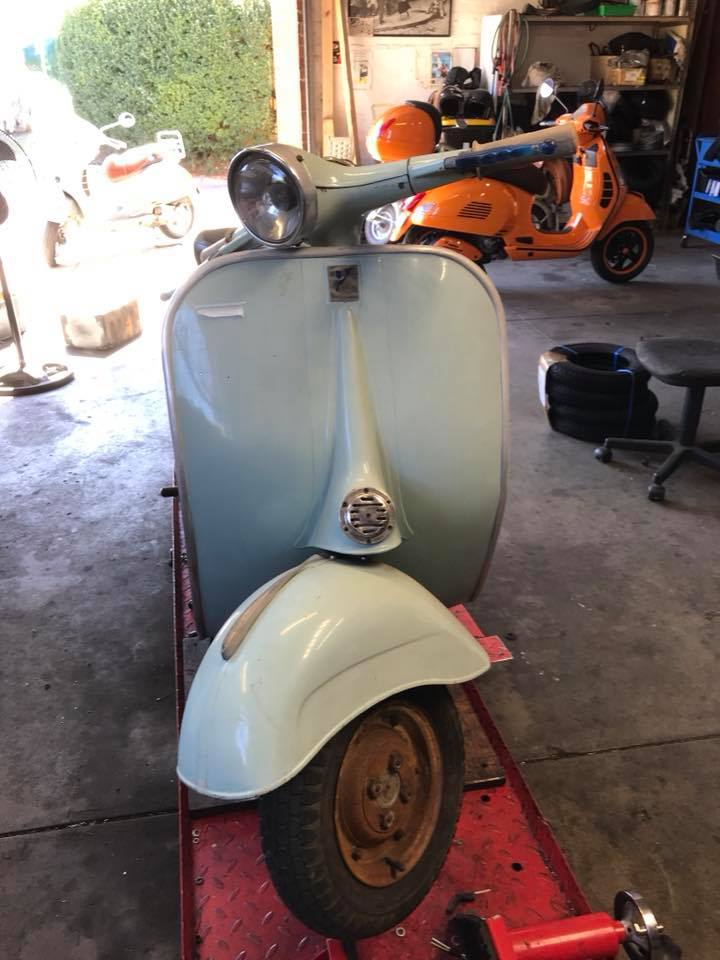
VNA 1961 vespa modell műhelyben

- PK 125 Automatica (automata sebességváltó)
- Vespa P 150 S
- P 125 X
- PX 125 E/Elektronikus
- P 200 E
- PX 200 E FL
- PX 200 Serie Speciale (legfeljebb 400, csak az Egyesült Királyságban található számozott egység)
- T5 / Elestart (5 portos motor 125cc P sorozat)
- T5 Classic (5 portos motor 125cc P sorozat)
- T5 Millenium (5 portos motor 125cc P sorozat) (400, csak az Egyesült Királyságban található számozott egységre korlátozva)

### Friss modellek
- ET2 50 - 2 ütemű

- ET4 50 - 4 ütemű
- ET4 125 (Euro modell)
- ET4 150 (Euro modell)
- ET4 150 (USA modell)
- ET8 150 (keleti modell)
- GT 125 (Granturismo 125)
- GT 200 (Granturismo 200)
- GTS 250ie

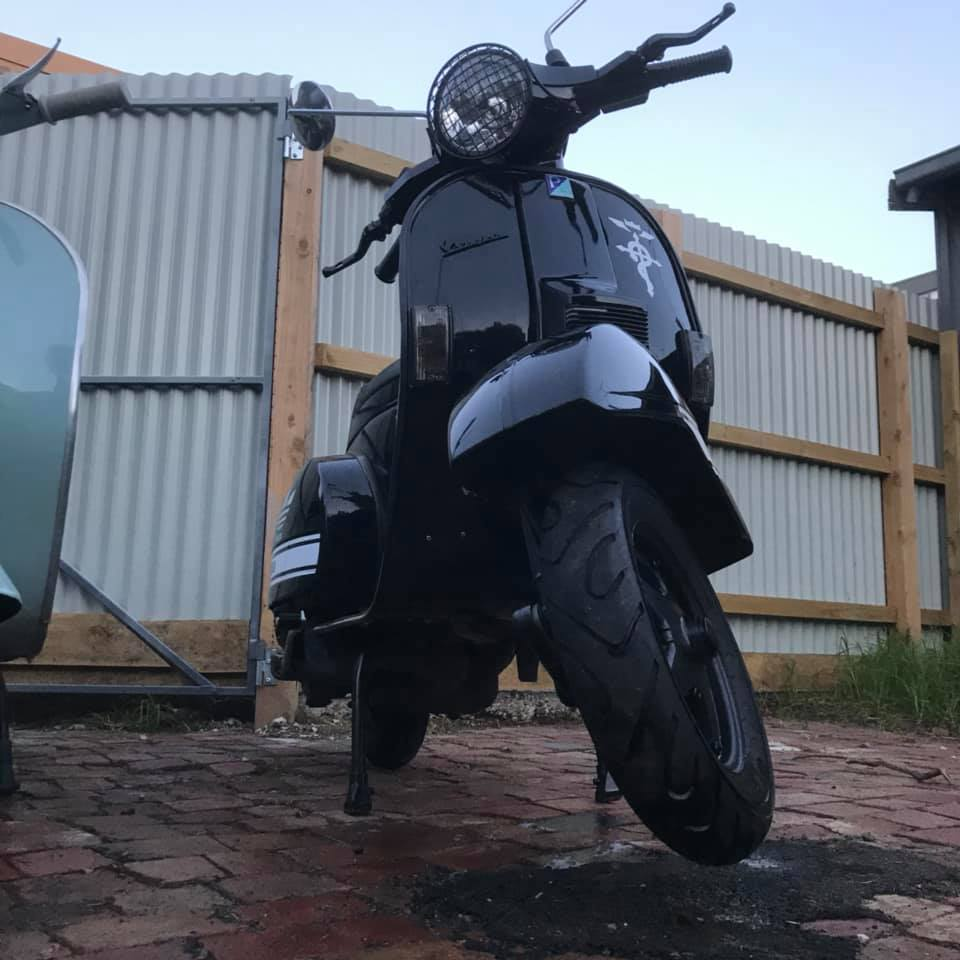
2005-ös PX 200 modell fényszóró ráccsal

- GTS 250 Super – Csak rövid ideig értékesítették az Egyesült Államokban, ahol a 300 Superben használt 278 köbcentis motort még nem hagyták jóvá. Gyorsan lecserélték a GTS 300 Superre.
- PX 125
- PX 150 (2004-ben újra bevezették az Egyesült Államok és Kanada piacára)
- PX 200
- PL 170

### Jelenlegi
- GTS 125
- GTS 300
- GTS 300 Super
- Vespa Primavera 50 / 125
- Vespa Sprint 50/125
- Sei Giorni
- Elettrica – Az első tisztán elektromos Vespa

### Vespa 946

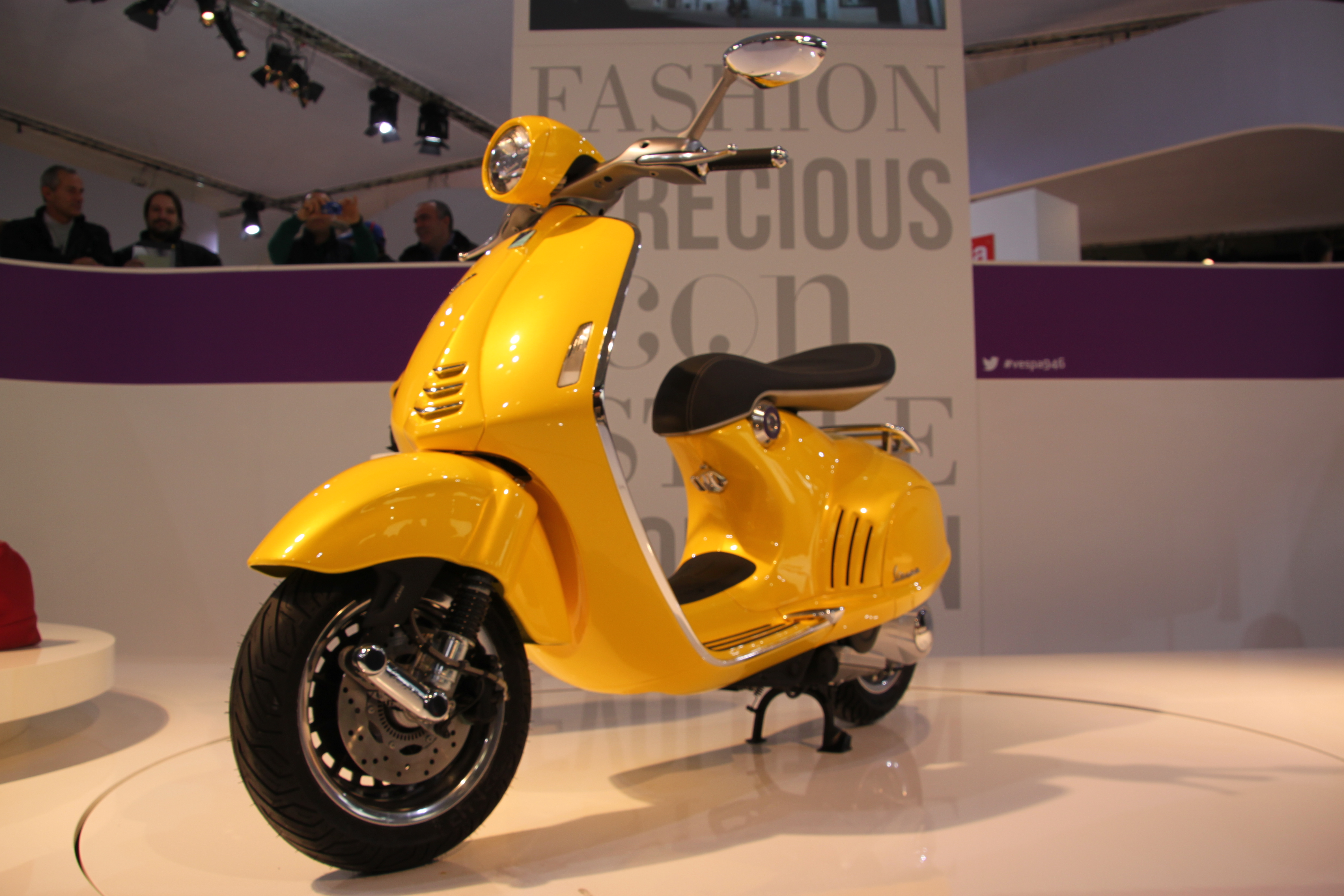
Vespa 946

A Vespa 946 a Piaggio által bejelentett robogó, amelyet 2013 júliusától Vespa márkájuk alatt árulnak. Piaggio az 1945-ös Vespa MP6 prototípuson alapuló retro-futurista Vespa Quarantasei koncepciót mutatta be a 2011-es EICMA motoros kiállításon. A Vespa 946 névre keresztelt végleges szériaváltozat a következő évben, az EICMA 2012-ben jelent meg. 

### Elektromos járművek

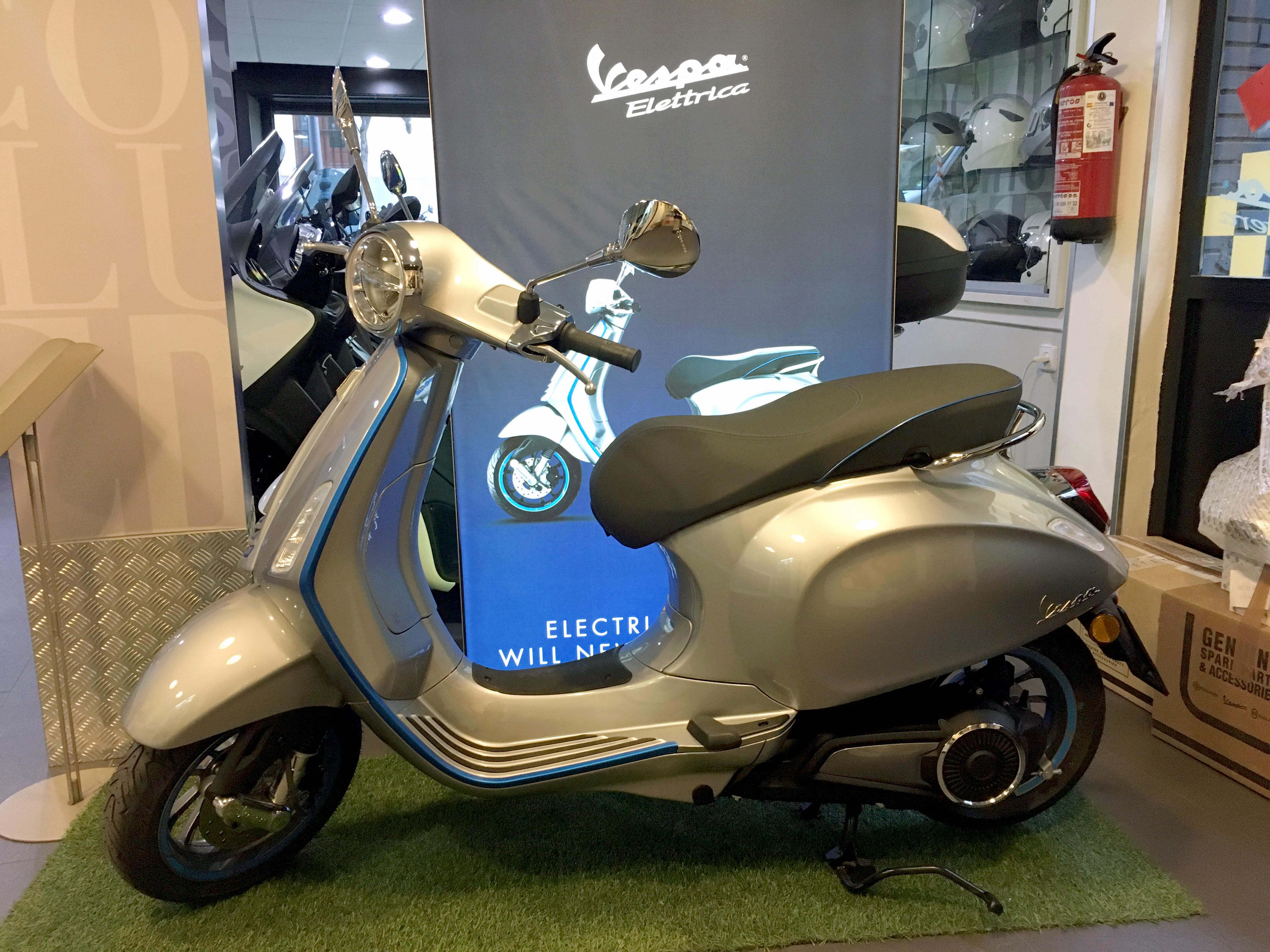
Elektromos Vespa Electrica Madridban, Spanyolországban

Vespa Elettrica egy 2 kW teljesítményű robogó akár 100 km-es hatótávval. 2018 szeptemberében indult a gyártása. Az első darabokat 2019 elején adták át a vásárlóknak.

## Fordítás
- Ez a szócikk részben vagy egészben  a   Vespa című angol Wikipédia-szócikk ezen változatának fordításán alapul.  Az eredeti cikk szerkesztőit annak laptörténete sorolja fel. Ez a jelzés csupán a megfogalmazás eredetét és a szerzői jogokat jelzi, nem szolgál a cikkben szereplő információk forrásmegjelöléseként.